# Кум-Булун
Кум-Булун (кирг. Кум-Булуң) — село в Аксыйском районе Джалал-Абадской области Кыргызстана. Входит в состав Ак-Сууского айылного аймака.

## География
Село расположено в южной части области, на правом берегу реки Кара-Суу, на расстоянии приблизительно 37 километров (по прямой) к востоко-юго-востоку от города Кербен, административного центра района.

## История
Населённый пункт получил статус села 15 марта 2021 года.

## Население
Согласно оценочным данным Национального статистического комитета Кыргызской Республики, численность населения села на начало 2023 года составляла 255 человек.